# Landunvez
Landunvez – miejscowość i gmina we Francji, w regionie Bretania, w departamencie Finistère.
Według danych na rok 1990 gminę zamieszkiwało 1359 osób, a gęstość zaludnienia wynosiła 100 osób/km² (wśród 1269 gmin Bretanii Landunvez plasuje się na 461. miejscu pod względem liczby ludności, natomiast pod względem powierzchni na miejscu 715.).